# コルチャック先生
『コルチャック先生』（原題：Korczak）は、1990年制作のポーランド・西ドイツ映画。
第二次世界大戦中、ユダヤ人孤児たちの救済を行い、自らもホロコーストの犠牲となった実在のユダヤ人医師ヤヌシュ・コルチャックの生涯を描いた作品。アンジェイ・ワイダ監督。モノクロ作品。第43回カンヌ国際映画祭特別表彰受賞。

## キャスト
- ヤヌシュ・コルチャック：ヴォイチェフ・プショニャック
- エヴァ・ダルコウスカ
- ピョートル・コズロウスキー
- マルツェナ・トリバラ
- ヴォイチェフ・クラタ
- ズビグニェフ・ザマホフスキ